# Shane Costa
Pour les articles homonymes, voir Costa.
Shane Costa, né le 12 décembre 1981 à Visalia (Californie), est un joueur américain de baseball évoluant en Ligue majeure de baseball avec les Kansas City Royals. Après la saison 2007, il compte 154 matchs joués pour 5 coups de circuit. 